# تارنااورش
تارنااورش (به مجاری:  Tarnaörs) یک منطقهٔ مسکونی در مجارستان است که در شهرستان هوش واقع شده‌است. تارنااورش ۳۰٫۲۸ کیلومتر مربع مساحت و ۱٬۸۲۲ نفر جمعیت دارد و ۹۳ متر بالاتر از سطح دریا واقع شده‌است.